# ONCF DE 470
Les 470 DE sont des locotracteurs diesel utilisés au Maroc, issus du catalogue LLD/Batignolles-Châtillon et achetés dans les années 1950 afin de développer le parc de locotracteurs spécialisés à la manœuvre.

## Conception
Formant le type 108180 BN de LLD, ces locotracteurs sont une évolution modernisée des types 16150 BN, 18200 BN et 28200 BN de la firme. La transmission par bielles et faux essieux est abandonnée au profit d'une transmission par chaine. Pour le reste, la partie mécanique est sensiblement identique. L'aspect extérieur est beaucoup plus moderne que sur les prédécesseurs, avec une cabine entièrement fermée. Les locotracteurs de la série 470 sont couplables entre eux, et disposent de deux gammes de vitesses (deux lentes et trois rapides).
Ils constituent l'ultime descendance du modèle, qui sera abandonnée par Batignolles-Châtillon dès 1956. Trois exemplaires identiques seront cependant livrés à l'Office national de l'Azote de Toulouse en 1956.

## Service
Si le gros de la série va aux CFM, quatre unités sont livrées au TF. Ils sont affectés aux principaux triages et centres industriels du pays, et permettent l'élimination des rares unités de séries plus anciennes, en particulier les Renault du TF. Les réformes débutent à la fin des années 1970. En 1985, la série ne figure déjà plus aux effectifs. Les DE 474 et DE 481 sont cependant conservés à Meknès dans le cadre du futur musée marocain des chemins de fer.
Détail des livraisons :
| Compagnie | N° origine       | N° ONCF      | N° LLD      | N° BC       | Année |
| CFM       | 020 DE 471 à 474 | DE 471 à 474 | 5798 à 5801 | 1539 à 1542 | 1954  |
| CFM       | 020 DE 475 à 476 | DE 475 à 476 | 5762 à 5763 | ?           | 1953  |
| CFM       | 020 DE 477 à 481 | DE 477 à 481 | 5771 à 5775 | 1300 à 1304 | 1953  |
| CFM       | 020 DE 482 à 484 | DE 482 à 484 | 5785 à 5787 | ?           | 1953  |
| CFM       | 020 DE 485 à 487 | DE 485 à 487 | 5802 à 5804 | ?           | 1954  |
| CFM       | 020 DE 488       | DE 488       | 5811        | ?           | 1954  |
| CFM       | 020 DE 489       | DE 489       | 5805        | ?           | 1954  |
| CFM       | 020 DE 490       | DE 490       | 5812        | ?           | 1954  |
| TF        | 020 DE 496       | DE 491       | 5788        | ?           | 1953  |
| TF        | 020 DE 497       | DE 492       | 5790        | ?           | 1953  |
| TF        | 020 DE 498 à 499 | DE 493 à 494 | 5793 à 5794 | ?           | 1954  |

## Sources